# Retrato de Gian Giorgio Trissino
O Retrato de Gian Giorgio Trissino é uma pintura em óleo sobre tela do pintor renascentista italiano Vincenzo Catena, executada entre 1478 e 1550. A obra retrata Gian Giorgio Trissino, arquiteto, poeta e um dos primeiros patronos de Andrea Palladio. O retrato encontra-se exposto no Museu do Louvre, na França.